# Narzędzia skrawające
Narzędzia skrawające – narzędzia do obróbki ubytkowej polegającej na zdejmowaniu (skrawaniu) małych fragmentów obrabianego materiału zwanych wiórami. Cechą wszystkich takich narzędzi jest klinowy kształt części roboczej, zwanej ostrzem skrawającym.

## Klasyfikacja narzędzi skrawających
- według sposobów obróbki: noże, frezy, przeciągacze, gwintowniki, narzynki, piły, wiertła, rozwiertaki, ściernice
- według rodzajów obróbki: do obróbki zgrubnej (zdzieraki), wykańczającej (wykańczaki)
- według sposobu kształtowania powierzchni: punktowe, kształtowe, obwiedniowe
- według napędu: ręczne, maszynowe
- według powszechności zastosowania: uniwersalne (zwykle znormalizowane), specjalne

## Części narzędzi skrawających
- robocze – ostrza skrawające realizujące proces skrawania
  - krawędź skrawająca – jest to krawędź powierzchni natarcia przeznaczona do wykonywania procesu skrawania.
  - powierzchnia natarcia Aγ, jest to powierzchnia, po której spływa wiór
  - powierzchnia przyłożenia – główna Aα, jest to powierzchnia stykająca się z powierzchnią ukształtowaną na przedmiocie obrabianym i z pomocniczą powierzchnią przyłożenia Aά
- prowadzące – przednie, wprowadzające lub tylne, wyprowadzające część roboczą ze strefy obróbki
- chwytowe – umożliwiające połączenie narzędzia z napędem: walcowe, stożkowe, kwadratowe, prostokątne i inne; zewnętrzne i wewnętrzne.

## Rodzaje narzędzi skrawających
noże
- nóż tokarski
- nóż strugarski
- nóż dłutowniczy

frezy
- frez walcowy
- frez czołowy
- frez walcowo-czołowy
- frez tarczowy
- frez kątowy
- frez kształtowy
- frez do gwintów
- frez modułowy do kół zębatych

narzędzia do otworów
- wiertło
- nawiertak
- rozwiertak
- pogłębiacz (narzędzie skrawające)
- głowica wiertarska

przeciągacze
- przeciągacz do otworów
  - przeciągacz do otworów długich
- przeciągacz do powierzchni zewnętrznych

przepychacze
narzędzia do gwintów
- gwintownik
  - gwintownik maszynowy
    - gwintownik maszynowy prosty
    - gwintownik maszynowy kręty

  - gwintownik ręczny
    - gwintownik ręczny wstępny
    - gwintownik ręczny pośredni
    - gwintownik ręczny wykańczający
- narzynka
- głowica gwinciarska